# 杭州银泰百货
杭州银泰百货又称杭州银泰百货有限公司，位于杭州市延安路530号，坐落于武林广场商业中心，1998年11月开业。作为浙江银泰百货的第一家连锁店，它是集百货、休闲、美食于一体的大型综合性百货公司。

## 简介
武林店建筑面积5.1万平米，营业面积2.72万平米。本商场的主要顾客为年轻白领，目前日均客流量3万人次，周末达到7、8万人次，2001年实现零售10亿元，居同类商场之首。

## 杭州门店
当前有以下十几家门店：
- 杭州武林店（旗舰店），1998年11月16日开业，位于延安路北端，近地铁1、3号线武林广场站；
- 湖滨银泰in77，位于延安路平海路口，近地铁1号线龙翔桥站。它是银泰的高端品牌，有ABCDE5个区，面积大，人流也多；A区2005年10月营业，D区2017年12月18日开业，E区2018年12月15日开业；
- 杭州西湖店，位于延安路南端，2008年4月30日开业；建筑面积10万平米，营业面积7.6万平米，设7个楼馆，其中地上5层，地下二层，近地铁1号线定安路站；[4]
- 杭州庆春店，位于庆春东路的庆春广场，近地铁2号线庆春广场站，2009年4月10日开业[5]；
- 杭州百大店，杭州银泰负责管理[6]；
- 杭州富阳店，位于富阳城北新区玉长城商业广场，总面积2.6万平米，2010年4月开业[7]
- 杭州西湖文化广场店，位于西湖文化广场内，2012年6月开业[8]，靠近浙江自然博物馆、浙江博物馆武林馆区、浙江省科技馆，近地铁1、3号线西湖文化广场站。
- 城西银泰城，2013年9月开业，位于杭州城西，丰潭路与萍水路交叉处。
- 下沙银泰，2016年1月28号开业，位于下沙开发区，是杭州银泰的首家工厂店，也是继杭州金沙天街后下沙又一大型商业综合体。
- 临平银泰城，2018年6月23日开业，位于临平世纪大道与迎宾路的十字轴，紧邻地铁1号线临平站；
- 千岛湖银泰城，2019年12月16日开业，位于淳安县新安大街与新安南路交叉口以北。
- 之江银泰，银泰百货之江店，位于西湖区转塘街道江涵路与珊瑚沙路交汇处，商业面积8万方，分5个楼层，2020年9月30日开业。[9]
- 萧山银泰，位于萧山区南部的新塘街道通惠南路与南秀路交叉口，2021年12月26日开业。
- 滨江银泰，位于滨江区西兴街道，分A、B、C、D四区，2022年6月30日开业。
- 西投银泰城，位于西湖区之江板块，由西湖投资集团和银泰置地联手打造，2024年5月31日开业。[10]

- 湖滨银泰in77 C区
- 武林银泰
- 庆春银泰
- 临平银泰城（2018年6月开业前夕）
- 滨江银泰C区入口